# Hymenophyllum veronicoides
Hymenophyllum veronicoides är en hinnbräkenväxtart som beskrevs av Carl Frederik Albert Christensen. Hymenophyllum veronicoides ingår i släktet Hymenophyllum och familjen Hymenophyllaceae. Inga underarter finns listade.